# Tim Floyd
Timothy Fitzpatrick Floyd, detto Tim (Hattiesburg, 25 febbraio 1954), è un allenatore di pallacanestro statunitense.